# RAD51
RAD51(DNA repair protein RAD51 homolog 1, DNA 복구 단백질 RAD51 상동체 1)은 RAD51 유전자에 의해 코딩되는 단백질이다. 이 유전자에 의해 암호화된 효소는 DNA 이중 가닥 파손의 복구를 돕는 RAD51 단백질 계열의 구성원이다. RAD51 계열 구성원은 세균 RecA, 고세균 RadA 및 효모 Rad51과 동종이다. 이 단백질은 효모에서 인간에 이르기까지 대부분의 진핵생물에 고도로 보존되어 있다.
RAD51이라는 이름은 방사선 민감성 단백질 51에서 유래되었다.

## 변형
이 유전자의 두 가지 교대로 접합된 전사체 변종이 보고되었으며, 이는 별개의 단백질을 코딩한다. 대체 폴리A 신호를 활용하는 성적표 변형도 존재한다.

## 기능
인간에서 RAD51은 이중 가닥 파손 복구 동안 DNA의 상동성 재조합에 중요한 역할을 하는 339개 아미노산 단백질이다. 이 복구 과정에서 주형 가닥이 상동 DNA 분자의 염기쌍 가닥을 침범하는 ATP 의존적 DNA 가닥 교환이 발생한다. RAD51은 프로세스의 상동성 검색 및 가닥 쌍 형성 단계에 관여한다.
DNA 대사에 관여하는 다른 단백질과 달리 RecA/Rad51 계열은 DNA에 나선형 핵단백질 필라멘트를 형성한다.
이 단백질은 ssDNA 결합 단백질 RPA, BRCA2, PALB2 및 RAD52와 상호 작용할 수 있다.
Rad51 필라멘트 형성의 구조적 기초와 그 기능적 메커니즘은 여전히 잘 알려져 있지 않다. 그러나 형광 표지된 Rad51을 사용한 최근 연구에 따르면 Rad51 단편은 다중 핵 생성 이벤트를 통해 신장되고 이어서 성장하며 전체 단편은 길이가 약 2μm에 도달하면 종료된다. 그러나 dsDNA에서 Rad51의 분리는 느리고 불완전하며, 이는 이를 수행하는 별도의 메커니즘이 있음을 시사한다.